# Harry Payne Whitney
Harry Payne Whitney, född 29 april 1872, död 26 oktober 1930, var en amerikansk affärsman, hästuppfödare och medlem av den framstående familjen Whitney.

## Biografi
Whitney föddes i New York den 29 april 1872, som den äldsta sonen till Flora Payne och William C. Whitney (1841–1904), som var en mycket rik affärsman och amerikanska flottans sekreterare. Han hade tre syskon.
Whitney studerade vid Groton School i Groton, Massachusetts, och gick sedan på Yale University där han tog examen 1894. Han var medlem i ordenssällskapet Skull and Bones. Efter Yale tillbringade han två år på Columbia Law School, men han avslutade aldrig kursen och bestämde sig för att ge sig in i sport- och affärsvärlden. 1904, efter sin fars död, ärvde han 24 000 000 dollar och 1917 ärvde han cirka 12 000 000 dollar tillsammans med den stora ångyachten Aphrodite av sin farbror, Oliver Hazard Payne.

## Sportintresse
Whitney hade ett stort sportintresse, vilket han ärvde från sin far, som hade varit involverad i polo när den först organiserades i USA 1876 av James Gordon Bennett, Jr. Whitney organiserade det amerikanska pololaget som slog England 1909. Polofältet "Whitney Field" nära Saratoga Springs, New York, är uppkallat efter honom.

### Galoppsport

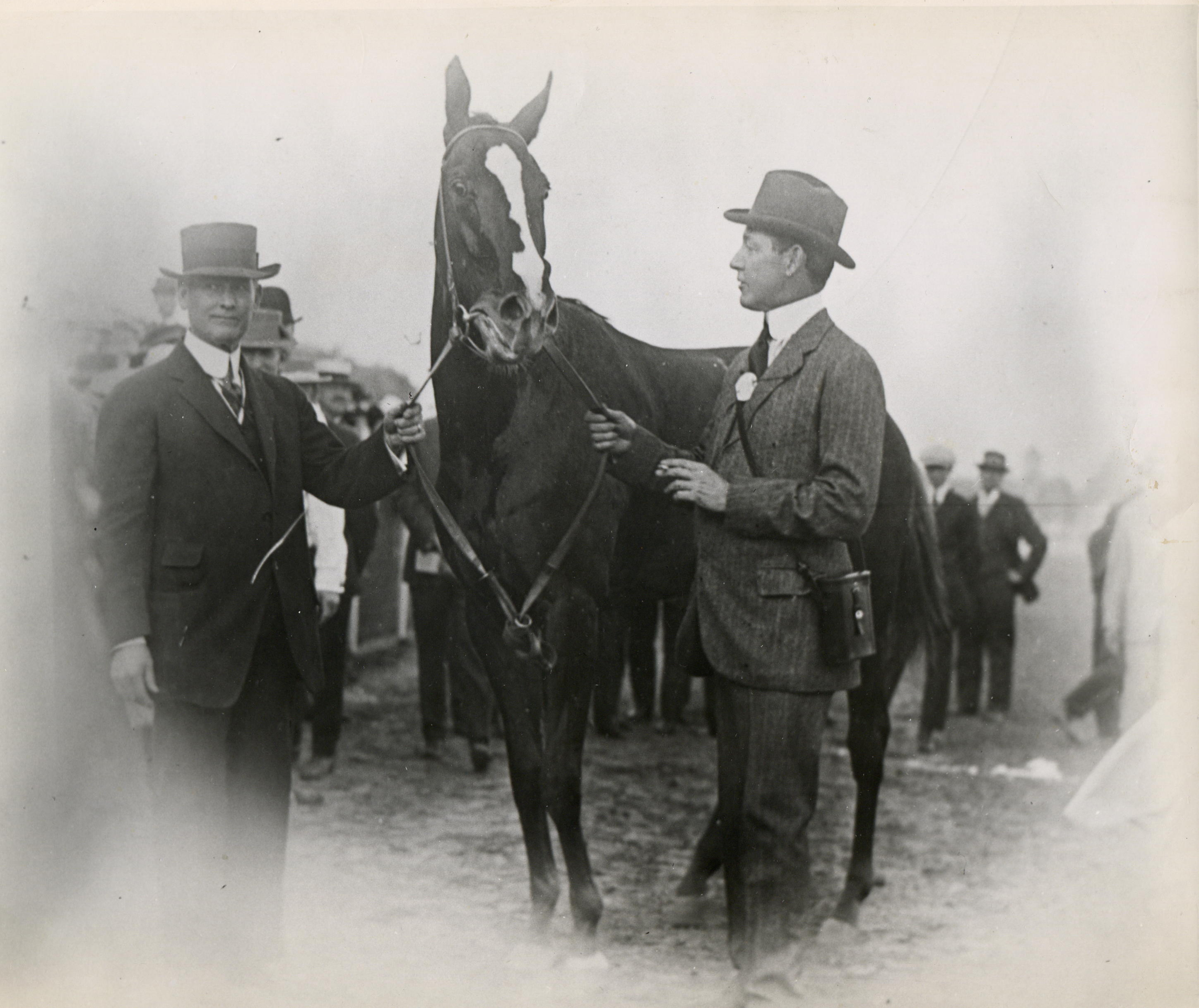
Whitney och hans häst, Regret

Whitney var en stor aktör inom galoppsport och röstades 2018 fram till en av National Museum of Racing och Hall of Fames mest prestigefyllda utmärkelser Pillars of the Turf.
Harry Whitney ärvde ett stort stall från sin far, inklusive hästar som Artful och Hamburg, och 1915 etablerade han ett stuteri i Lexington, Kentucky. Han utvecklade den amerikanska poloponnyn genom att korsa quarterhästar med fullblodsston. Han var ledande ägare i USA vid åtta tillfällen och födde upp nästan tvåhundra stakesvinnare. Han ägde också Upset, som blev den enda hästen som lyckades besegra Man o' War.

#### Större segrar i urval
Whitneys stall segrade i följande Triple Crown-löp:
- Kentucky Derby:
  - 1915 : Regret (framröstad till Horse of the Year)
  - 1927 : Whiskery
- Preakness Stakes:
  - 1908 : Royal Tourist
  - 1913 : Buskin
  - 1914 : Holiday
  - 1921 : Broomspun
  - 1927 : Bostonian
  - 1928 : Victorian
- Belmont Stakes:
  - 1905 : Tanya (sto)
  - 1906 : Burgomaster (framröstad till Horse of the Year)
  - 1913 : Prince Eugene
  - 1918 : Johren

Hans stuteri i Lexington, Kentucky gick i arv till hans son, CV Whitney, som ägde den fram till 1989 då det blev en del av Gainesway Farm.
Harry Whitney avled 1930 vid 58 års ålder. Han och hans fru Gertrude Vanderbilt Whitney är begravda på Woodlawn Cemetery i The Bronx.